# Route nationale 110 (Chine)
Pour les articles homonymes, voir G110 et Route nationale 110.
La route nationale 110 (ou G 110) est une route nationale de Chine qui relie Pékin à Yinchuan, dans la région autonome du Níngxià. Elle mesure près de 1 400 km

## Caractéristiques
La route nationale 110 débute à Pékin, à l'est. Elle se dirige tout d'abord vers le nord-ouest pendant 200 km, jusqu'à Zhangjiakou, puis oblique à l'ouest jusqu'à Yinchuan. Au total, elle parcourt 1 357 km.
La route traverse successivement la municipalité de Pékin, la province de Hebei et les régions autonomes de Mongolie-Intérieure et du Níngxià.

## Parcours

### Étapes
La liste suivante recense quelques étapes au fil de la route, ainsi que leur distance par rapport au début de la route, à Pékin. Les coordonnées sont purement indicatives.
| Étape                   | Subdivision         | Distance à Pékin | Localisation          |
| ----------------------- | ------------------- | ---------------- | --------------------- |
| Pékin                   | Pékin               | +0000,           | 40° 02′ N, 116° 21′ E |
| Changping               | Pékin               | +0032,           | 40° 13′ N, 116° 13′ E |
| Yanqing                 | Pékin               | +0075,           | 40° 28′ N, 116° 00′ E |
| Huailai                 | Hebei               | +0131,           | 40° 24′ N, 115° 31′ E |
| Xiahuayuan              | Hebei               | +0156,           | 40° 30′ N, 115° 18′ E |
| Xuanhua                 | Hebei               | +0183,           | 40° 37′ N, 115° 05′ E |
| Zhangjiakou             | Hebei               | +0218,           | 40° 47′ N, 114° 52′ E |
| Wanquan                 | Hebei               | +0238,           | 40° 45′ N, 114° 47′ E |
| Huai'an                 | Hebei               | +0269,           | 40° 42′ N, 114° 23′ E |
| Xinghe                  | Mongolie-Intérieure | +0335,           | 40° 52′ N, 113° 49′ E |
| Jining                  | Mongolie-Intérieure | +0410,           | 41° 00′ N, 113° 07′ E |
| Hohhot                  | Mongolie-Intérieure | +0564,           | 40° 52′ N, 111° 40′ E |
| Bannière gauche de Tumd | Mongolie-Intérieure | +0616,           | 40° 43′ N, 111° 08′ E |
| Bannière droite de Tumd | Mongolie-Intérieure | +0675,           | 40° 35′ N, 110° 32′ E |
| Donghe                  | Mongolie-Intérieure | +0721,           | 40° 37′ N, 110° 01′ E |
| Baotou                  | Mongolie-Intérieure | +0747,           | 40° 42′ N, 109° 51′ E |
| Bannière avant d'Urad   | Mongolie-Intérieure | +0858,           | 40° 43′ N, 108° 40′ E |
| Wuyuan                  | Mongolie-Intérieure | +0922,           | 41° 05′ N, 108° 16′ E |
| Linhe                   | Mongolie-Intérieure | +1 010,          | 40° 46′ N, 107° 25′ E |
| Dengkou                 | Mongolie-Intérieure | +1 077,          | 40° 20′ N, 107° 01′ E |
| Wuhai                   | Mongolie-Intérieure | +1 164,          | 39° 41′ N, 106° 48′ E |
| Hainan                  | Mongolie-Intérieure | +1 191,          | 39° 25′ N, 106° 44′ E |
| Huinong                 | Níngxià             | +1 216,          | 39° 15′ N, 106° 43′ E |
| Shizuishan              | Níngxià             | +1 266,          | 39° 00′ N, 106° 23′ E |
| Yinchuan                | Níngxià             | +1 357,          | 38° 23′ N, 105° 59′ E |

### Intersections
- Hebei :
  - Zhangjiakou : route nationale 112
  - Zhangjiakou : route nationale 207

- Mongolie-Intérieure :
  - Ulaan Chab : route nationale 208
  - Hohhot : route nationale 209
  - Baotou : route nationale 210

- Níngxià :
  - Yinchuan : route nationale 109
  - Yinchuan : route nationale 211
  - Yinchuan : route nationale 307

## Embouteillages
En octobre et novembre 2004, la route est surchargée à cause de la déviation du trafic provenant de l'autoroute de Jingzhang, provoquant des embouteillages massifs.
En août 2010, un gigantesque embouteillage de près de 100 km de long paralyse la route nationale 110.